# Spottiswoode Aitken
Pour les articles homonymes, voir Aitken.
Frank Spottiswoode Aitken (Édimbourg, 16 avril 1868 - Los Angeles, 26 février 1933) est un acteur de cinéma muet américain d'origine écossaise.

## Biographie
Spottiswoode Aitken commence par être acteur au théâtre en Grande Bretagne à 17 ans en 1886. Il émigre aux États-Unis en 1901 et y continue ce métier lors de nombreuses tournées. C'est lors de l'une d'elles qu'il rencontre D. W. Griffith. Il commence à travailler pour la Biograph à New-York in 1910. Il est l'un des premiers acteurs à s'installer à Los Angeles alors que l'industrie cinématographique battait son plein à New York.
Avec Griffith, il fait partie de l'abondante distribution de Home, sweet Home (1914), où il est le père de Mae Marsh, mais surtout il interprète le Dr Cameron dans Birth of a Nation (Naissance d'une nation) (1915), l’oncle assassiné par son neveu dans The Avenging Conscience (La Conscience Vengeresse) (1914) et le père de Brown Eyes, jouée par Margery Wilson, dans Intolerance (1916). 
Par la suite il est un second rôle recherché, que l'on voit par exemple en président d'une république d'Amérique centrale dans The Americano (1916) avec Douglas Fairbanks, en employeur de Mary Pickford dans How could you, Jean ? (L'Ecole du Bonheur) (1918), en bouquiniste dans Captain Kidd, jr, en usurier dans L'Insaisissable Beauté (The Wicked Darling) de Tod Browning (1919), en banquier anglais dans The White Circle (Le Cercle Blanc) (1920), en abbé Faria dans le Monte Cristo de 1922, et en directeur de théâtre dans The Goose Woman (1925).
Il arrête sa carrière en 1927 à cause d'une santé défaillante.

## Filmographie

### Années 1910
- 1914 : Liberty Belles de Del Henderson
- 1914 : La Conscience vengeresse (The Avenging Conscience or Thou Shalt Not Kill) de D. W. Griffith : l'oncle
- 1914 : Home, Sweet Home de D. W. Griffith : le père de Mary
- 1915 : Naissance d'une nation (The Birth of a Nation) de D. W. Griffith : Dr Cameron
- 1915 : The Outlaw's Revenge de Christy Cabanne : un officier
- 1915 : Her Shattered Idol de John D. O'Brien : Colonel Nutt
- 1915 : Captain Macklin de John B. O'Brien : Général Laquerre
- 1915 : The Outcast de John B. O'Brien : l'avocat
- 1916 : The Flying Torpedo de John B. O'Brien : Bartholomew Thompson
- 1916 : An Innocent Magdalene de Allan Dwan : Colonel Raleigh
- 1916 : Les Vieux (The Old Folks at Home) de Chester Withey : le juge
- 1916 : The Wharf Rat de Chester Withey : le grand-père
- 1916 : Intolerance de D. W. Griffith : le père de "Brown Eyes"
- 1916 : Acquitted de Paul Powell : Charles Ryder
- 1916 : Macbeth de John Emerson : Duncan
- 1917 : Les Préjugés (Southern Pride) de Henry King : Père Moret
- 1917 : Rayon d'or (Charity Castle) de Lloyd Ingraham : Lucius Garrett
- 1917 : A Game of Wits de Henry King : Silas Stone
- 1917 : La Fille du fugitif (Her Country's Call) de Lloyd Ingraham : Dr Downie
- 1917 : Mary l'enfant volée (Melissa of the Hills) de James Kirkwood Sr. : Jethro Stark
- 1917 : Cheerful Givers de Paul Powell : Révérend John Deady
- 1917 : Stagestruck de Edward Morrisey : le juge
- 1917 : A Woman's Awakening de Chester Withey : Juge Cotter
- 1917 : The Americano de John Emerson : Président Hernando de Castalar
- 1917 : Souls Triumphant de John O'Brien : Josiah Vale
- 1918 : In Judgment Of de Will S. Davis : M. Manners
- 1918 : L'École du bonheur (How Could You, Jean?), de William Desmond Taylor : Rufus Bonner
- 1918 : L'Aventure de Mary (Beauty and the Rogue) de Henry King : Benjamin Wilson
- 1918 : The Mating of Marcella de R. William Neill : Jose Duranzo
- 1918 : The Cruise of the Make-Believes de George Melford : Simon Quarle
- 1919 : Evangeline de Raoul Walsh : Benedict Bellefontaine
- 1919 : Bonnie, Bonnie Lassie de Tod Browning : Jeremiah Wishart
- 1919 : Fighting Through de William Christy Cabanne : Colonel Dabney Carr
- 1919 : Broken Commandments de Frank Beal : M. Banard
- 1919 : Caleb Piper's Girl de Ernest Traxler : Caleb Piper
- 1919 : Hay Foot, Straw Foot de Jerome Storm : Thaddeus Briggs
- 1919 : An Innocent Adventuress de Robert G. Vignola : Meekton
- 1919 : Jane Goes A-Wooing de George H. Melford : David Lyman
- 1919 : L'Insaisissable Beauté (The Wicked Darling) de Tod Browning : Fadem
- 1919 : The Thunderbolt (en) de Colin Campbell : Allan Pomeroy
- 1919 : Rough Riding Romance d'Arthur Rosson : le roi
- 1919 : La Sacrifiée (Her Kingdom of Dreams), de Marshall Neilan : David Rutledge
- 1919 : Le Trésor (Captain Kidd, Jr.) de William Desmond Taylor : Angus Mactavish
- 1919 : A Woman of Pleasure de Wallace Worsley : Wilberforce Dane
- 1919 : The Secret Garden de G. Butler Clonebough : Archibald Craven
- 1919 : Who Cares? de Walter Edwards : M. Ludlow
- 1919 : La Bruyère blanche (The White Heather) de Maurice Tourneur : James Hume

### Années 1920
- 1920 : Witch's Gold de Nat Deverich
- 1920 : Dangerous Love de Charles E. Bartlett : le père
- 1920 : Nomads of the North de David M. Hartford : le vieux Roland
- 1920 : Le Cercle blanc (The White Circle) de Maurice Tourneur : Bernard Huddlestone
- 1921 : At the End of the World de Penrhyn Stanlaws : Terence O'Day
- 1921 : Beyond de William D. Taylor : Rufus Southerne
- 1921 : Reputation de Stuart Paton : Karl
- 1921 : The Unknown Wife de William Worthington : Henry Wilburton
- 1922 : A Dangerous Game de King Baggot : Edward Peebles
- 1922 : Le Réquisitoire (Manslaughter) de Cecil B. DeMille
- 1922 : Monte Cristo de Emmett J. Flynn : Abbé Faria
- 1922 : One Wonderful Night de Stuart Paton : Ministre
- 1922 : The Price of Youth de Ben Wilson : Gregory Monmouth
- 1922 : The Snowshoe Trail de Chester Bennett : Herbert Lounsbury
- 1922 : Tu ne tueras point (The Trap) de Robert Thornby
- 1922 : Le Jeune Rajah (The Young Rajah) de Phil Rosen : Caleb
- 1923 : The Love Pirate de Richard Thomas : Cyrus Revere
- 1923 : Merry-Go-Round de Rupert Julian : Ministre de la guerre (père de Gisella)
- 1923 : Six Days de Charles Brabin : Père Jerome
- 1924 : À travers la tempête (The Fire Patrol) de Hunt Stromberg  : Capitaine John Ferguson
- 1924 : Gerald Cranston's Lady de Emmett J. Flynn : Ephraim Brewster
- 1924 : Lure of the Yukon (en) de Norman Dawn : Sourdough McCraig
- 1924 : Pioneer's Gold de Denver Dixon : Robert Hartley
- 1924 : Those Who Dare de John B. O'Brien : Thorne Wetherell
- 1924 : Triomphe (Triumph) de Cecil B. DeMille : Torrini
- 1925 : Accused de Dell Henderson : Eagle Eye
- 1925 : The Coast Patrol de Bud Barsky : Capitaine Slocum
- 1925 : The Eagle de Clarence Brown : le père de Dubrovsky
- 1925 : The Goose Woman de Clarence Brown : Jacob Riggs
- 1926 : La puissance des faibles (en) (The Power of the Weak) de William James Craft : M. Benedict
- 1926 : The Two-Gun Man de David Kirkland : Randall père
- 1927 : Roaring Fires de W. T. Lackey : Calvert Carter